# Santiago Martínez Acebes
Santiago Martínez Acebes (San Cristóbal de la Polantera, León, 13 de julio de 1926 - Madrid, 25 de noviembre de 2006) fue un sacerdote español que ocupó las dignidades de obispo de Plasencia (1988-1992) y arzobispo de Burgos (1992-2002).

## Estudios
Santiago Martínez Acebes nació en un pequeño pueblo de la maragatería leonesa, San Cristóbal de la Polantera (diócesis de Astorga). Cursó estudios de Humanidades en los Aspirantados de la Hermandad de Sacerdotes Operarios Diocesanos de Astorga y Burgos y la licenciatura de Filosofía y Teología en la Universidad Pontificia de Salamanca. Realizó además estudios en la Facultad de Filosofía y Letras de Valencia y concluyó la especialidad en Moral en el Alfonsiano de Roma.

## Sacerdocio
En 1949 ingresó en la Hermandad de Sacerdotes Operarios Diocesanos y fue ordenado sacerdote el 30 de julio de 1950. Entre otras ocupaciones fue vicerrector y profesor del Colegio Mayor 'Maestro Ávila' en Salamanca (1950), Director del Colegio Pío XII de Valencia, Director espiritual del Colegio Español de Roma y Consejero del director general de la Hermandad (1966). Director Regional de la Hermandad para España, volvió de nuevo a Roma como Vicerrector del Pontificio Colegio Español (Roma) y Consejero del director general (1972).
En 1977 se le confió la parroquia de Santa Cruz de la Herradura (diócesis de Tlalnepantla) en México, país donde fue Delegado de la Hermandad.
Tras su vuelta a España en 1983 se hizo cargo como rector del Seminario Mayor de Toledo hasta diciembre de 1987, cuando fue nombrado obispo de Plasencia.

## Obispo
El 29 de diciembre de 1987 fue nombrado obispo de Plasencia y el 6 de marzo de 1988 recibió la ordenación episcopal. El lema de su escudo fue Ex corde flumina.

## Arzobispo
Monseñor Martínez Acebes fue arzobispo de Burgos desde el 30 de octubre de 1992 hasta el 28 de marzo de 2002. Desde este cargo convocó el XXIII Sínodo Diocesano que se prolongó durante tres años. Fue miembro de la comisión episcopal para la vida consagrada de la Conferencia Episcopal durante los trienios 1993-1996, 1996-1999 y 1999-2002. Promovió e inició la causa de la beatificación de Valentín Palencia y los cuatro jóvenes que le acompañaron. En 2001, al cumplir los setenta y cinco años de edad, presentó su renuncia al papa. Retirado de la carrera eclesiástica el 28 de marzo de 2002 pasó a ser arzobispo emérito de Burgos hasta su fallecimiento.
Está enterrado en la cripta de la capilla de Santa Ana de la catedral de Burgos. En su funeral su sucesor en el arzobispado de Burgos, Francisco Gil Hellín, le describió como «un hombre bueno, humilde y muy cercano a todos».